# Semenný váček
Semenné váčky (latinsky: vesiculæ seminales, někdy také měchýřkovité žlázy, latinsky: glandulae vesiculosae) jsou párové přídatné pohlavní žlázy, ležící mezi močovým měchýřem a konečníkem.

## Funkce semenných váčků
Semenné váčky produkují hustý, zásaditý sekret, který se při ejakulaci mísí se spermiemi a výměškem ostatních přídatných žláz. U muže tvoří největší část objemu (50–80%) ejakulátu právě sekret semenných váčků. Obsahuje bílkoviny, enzymy, fruktózu, vitamín C, flaviny, fosforylcholin a prostaglandiny. Zásaditá reakce sekretu slouží k neutralizaci kyselého prostředí v pochvě, fruktóza je pak hlavním zdrojem energie pro spermie.
K produkci sekretu je nutný vliv mužských pohlavních hormonů, hlavně testosteronu.

## Stavba
Semenný váček muže je asi 4–5 cm dlouhý orgán s hrbolatým povrchem. Uvnitř je stočený a zprohýbaný, 10–15 cm dlouhý kanálek, vlastní tubulární žláza, obklopená vazivem a hladkou svalovinou. Lumen je prostorné a slouží jako zásobárna sekretu. Vývod žlázy ústí do chámovodu v místě, kde se chámovod zanořuje do prostaty.
Semenný váček muže skutečně vypadá jako váček, tomu odpovídá i staré latinské pojmenování vesiculae seminales, tedy doslova semenné váčky. Tato stavba je ale u ostatních savců spíše výjimkou, u mnoha ostatních má spíše laločnatou strukturu a mnohočetné vývodné kanálky, které splývají až posléze. Proto se, pro potřeby srovnávací anatomie a ve snaze sjednotit anatomické názvosloví, upřednostňuje termín glandulae vesiculosae, tedy doslova měchýřkovité žlázy.

## Embryonální vývoj
Bez ohledu na konečnou podobu žlázy, u všech savců (u kterých je vyvinuta, chybí například u šelem) vzniká jako vychlípenina zadní strany konečné části chámovodu (ductus mesonephricus).